# Liste der deutschen Botschafter in Gabun
Die Liste der deutschen Botschafter in Gabun enthält die Botschafter der Bundesrepublik Deutschland in Gabun. Sitz der Botschaft ist in Libreville. Die Botschaft ist auch für São Tomé und Príncipe zuständig.
| Name                   | Amtszeit     |
| ---------------------- | ------------ |
| Walter Bammer          | 1962–1965    |
| Dieter Siemes          | 1976–1978    |
| Walter L. Groener      | 1979–?       |
| Günther Koenig         | 1982–1985    |
| Karl Wand              |              |
| Rainer Müller          | 1993–1993(?) |
| Horst Rudolf           | 1994–1997    |
| Adalbert Rittmüller    | 1998–2001    |
| Burkhard Ranft         | 2001(?)–2004 |
| Ilse Lindemann-Macha   | 2004–2007    |
| Hans-Dietrich Bernhard | 2007–2010    |
| Christian Rumplecker   | 2010–2013    |
| Stefan Graf            | 2013–2016    |
| Burkhard Ducoffre      | 2016–2019    |
| Pascal Richter         | 2019–2023    |
| Horst Gruner           | seit 2023    |